# Соџурнер (марсовски ровер)
Соџурнер (енгл. Sojourner, у буквалном преводу Дошљак) је марсовски ровер, део сонде Патфајндер агенције НАСА, који је на површину Марса слетео 4. јула 1997. године и наставио да истражује површину у околини лендера наредна три месеца. Поседовао је камере на предњем и задњем крају, као и неколико инструмената којима је могао да испитује површину планете. Сам ровер је био конструисан за мисију у дужини од 7 сола (сол је дан на Марсу, износи 24 сата 39 минута и 35,244 секунде), уз могући продужетак мисије уколико све прође без проблема до 30 сола, па ипак ровер је остао активан читавих 83 сола. Базна станица мисије Патфајндер последњи пут послала је сигнал ка Земљи 27. септембра 1997. године. Ровер је са Земљом комуницирао преко базне станице, тако да је и веза са њим изгубљена, мада је ровер радио без икаквих проблема у том тренутку.
Соџурнер је током свог боравка на Марсу прешао мало преко 100 метара до тренутка када је изгубљен сигнал. Последња команда која му је упућена била је да остане у месту до 5. октобра 1997. године (сол 91), а затим да оде са друге стране лендера.